# Mecynoecia geminata
Mecynoecia geminata är en mossdjursart som beskrevs av Ferdinand Canu och Ray Smith Bassler 1929. Mecynoecia geminata ingår i släktet Mecynoecia och familjen Entalophoridae. Inga underarter finns listade i Catalogue of Life.